# Oryx gazella
El órice del Cabo (Oryx gazella), también conocido como oryx de El Cabo, oryx del cabo, órix del Cabo, gacela órice, pasán o gemsbok, es una especie de antílope africano de la subfamilia Hippotraginae. Vive en manadas de hasta 40 individuos, pero en la estación lluviosa se reúnen cientos. En época de sequía puede pasar muchos días sin beber, sobreviviendo de la humedad de los frutos y raíces. Mide hasta 1,6 metros de largo y la altura hasta la cruz llega a 1,2 metros.

## Descripción
Es de color marrón, gris claro y tostado, con grupos de manchas claras en la parte inferior trasera. Su cola es larga y de color negro, similar a la del caballo. Una franja marrón oscuro se extiende desde la barbilla hacia abajo, hasta el borde inferior del cuello, a través de la unión del hombro y la pierna en el flanco inferior de cada lado. Poseen cuello y hombros musculosos con patas blancas «medias» con un parche negro en la parte frontal de ambas patas delanteras. Ambos sexos tienen cuernos largos rectos. Posee una altura en la cruz de alrededor de 1,4 metros; los machos pueden pesar entre 230 y 250 kilogramos, mientras que las hembras pesan entre 200 y 210 kilogramos, si bien están mejor armadas que los machos. Pueden alcanzar velocidades de arranque de hasta 56 kilómetros por hora. Se comunican a través de gestos posturales, agitación de la cola y un mugido ronco y corto.
Vive en manadas de alrededor de 10 a 40 animales, que consisten en un macho dominante, o pocos machos dominantes, y muchas hembras.

## Cuernos
Los órices del Cabo son cazados ampliamente en África por sus espectaculares cuernos, que en promedio miden 85 centímetros (33 pulgadas) de longitud. Estos cuernos son perfectamente rectos en los machos y se extienden desde la base del cráneo con un ligero ángulo hacia fuera y hacia atrás. Las hembras tienen cuernos más delgados que tienen una ligera curva hacia fuera y hacia atrás con cierto ángulo. La única diferencia exterior entre machos y hembras son sus cuernos. Muchos cazadores de hembras matan machos por error. Es una de las pocas especies de antílope en que los trofeos de las hembras son a veces más deseables que los masculinos. Un cuerno de órice se puede transformar en una trompeta natural y, según algunos autores, puede ser utilizado como un shofar.